# Саннівейл
Саннівейл (англ. Sunnyvale) — місто (англ. city) в окрузі Санта-Клара, штат Каліфорнія, США. Населення — 155 805 осіб (2020).
Це одне з великих міст Кремнієвої долини. На території міста розташовується авіаційна база Онізука (зазвичай звана за виглядом будинку «блакитний куб»). База названа на честь астронавта, загиблого члена екіпажа космічного корабля Челенджер Еллісона Онізуки (англ. Ellison Onizuka) і є первинною станцією супутникового спостереження збройних сил Сполучених Штатів.
Саннівейл є одним з небагатьох міст Сполучених Штатів які мають відділ єдиної системи публічної безпеки, де весь персонал проходить навчання пожежників, офіцерів поліції та медпрацівників одночасно, таким чином вони можуть брати участь в ліквідації будь-яких надзвичайних ситуацій.
Саннівейл займав 18-е місце в рейтингу безпечних міст США у 2005 р.

## Історія
Коли іспанці вперше прибули в долину Санта-Клара в 1770 році ці землі були досить щільно заселені індіанськими племенами олоні (англ. ohlone). У 1777 році силами індіанців олоні обернених в християнство тут була заснована Місія Санта-Клара.
У 1842 році ранчо Пасторіа-де-лас-Боррегас (ісп. pastopia de las Borregas) було надано Естраді і Інез Кастро (англ. Estrada Castro, Inez Castro). На частині цих земель надалі виникли міста Маунтін-В'ю і Саннівейл. Двома роками пізніше інший земельний наділ був наданий для управління одному з небагатьох корінних американців Лупе Йніго (ісп. Lupe Yñigo). Його земля була спочатку названа ранчо Посолмі (англ. Posolmi) на честь індіанського села яке розташовувалося на цих землях раніше. Пізнє ранчо Посолмі було перейменоване в ранчо Йніго.
У 1844 році Мартін Мерфі молодший (англ. Martin Murphy Jr.) і Мері Мерфі (англ. Mary Murphy) здійснили подорож в кибитці по Каліфорнійській Дорозі і повністю пересікли гірську гряду Сьєрра-Невада. У 1850 році Мартін Мерфі молодший купив земельну ділянку на території ранчо Пасторіа-де-лас-Боррегас за $12000. Мерфі заснував ферму що спеціалізувалась на вирощуванні пшениці, а також поклав початок населеному пункту Бей-в'ю (англ. Bay View). Після смерті Мерфі в 1884 році його землі були розділені між його спадкоємцями.
У 1860 році залізниця Сан-Франциско та Сан-Хосе прийшли до угоди про створення залізничної станції «Мерфі», що привело до прокладки залізничної колії до Бей-В'ю. Пізніше на південному кордоні Бей-В'ю була створена ще одна залізнична станція «Лоренс» (Lawrence).
У 1870-х рр податкова політика, імпорт і деградація ґрунту привели до того що зернові ферми стали збитковими на території округи Санта-Клара. Невеликі фруктові господарства прийшли на зміну великим зерновим фермам. У 1871 році Джеймс і Елуїз Даусон (англ. James and Eloise Dawson) заснували фруктовий консервний завод в районі Санта-Клара. Садівництво і консервування незабаром стали домінуючою індустрією в цьому районі. Винахід залізничних вагонів-рефрижераторів ще більше зміцнив позиції садівничих господарств. Фруктові господарства стали настільки поширеними, що в 1886 році торговельна палата Сан-Хосе назвала округ Санта-Клара «Світовим садом».
В 1880-х рр 48 % робіт на фермах і садових господарствах округу Санта-Клара виконували китайські робітники. Цей відсоток значно зменшився після прийняття Акту про заборону китайській імміграції (англ. Chinese Exclusion Act). У наступні десять років спостерігався значний приплив іммігрантів з Італії, Азорських островів і Японії які замінили китайців на сільськогосподарських роботах.
У 1897 році Волтер Еверетт Кроссман (англ. walter Everett Crossman) купив 200 акрів (809000 м²) земель з метою зайнятися торгівлею нерухомістю. Він рекламував цю територію як «Прекрасний Мерфі» (англ. Beautiful Murphy). Пізніше, в 1900-х, Кроссман називав цю землю «Містом Долі» (англ. the City of Destiny).
Також в 1897 році була відкрита школа Енсіна (англ. Encina School) яка стала першою школою відкритою в Мерфі. Донині міські діти їздили в школу в сусіднє місто Маунтін-В'ю.
У 1901 році жителі Мерфі були повідомлені про те, що вони не можуть більш використовувати ім'я Енсінал або Мерфі для місцевого поштового відділення. Тоді було вирішено дати місту нове ім'я — Саннівейл (Сонячна Долина).
Саннівейл продовжував зростати коли в 1904 році почався період бурхливого розвитку компаній по виробництву сушених фруктів.
У 1906 році завод по виготовленню металічних виробів Джошуа Хенді (англ. Joshua Hendy) був переміщений з Сан-Франциско до Саннівейлу після того, як будівля компанії була знищена пожежею в результаті землетрусу 1906 року. Цей завод був першим не сільськогосподарським підприємством в місті. Незабаром завод Джошуа Хенді перейшов від виробництва гірського устаткування до виготовлення такої високотехнологічної продукції як корабельні парові машини. У той же рік компанія «Ліббі, МакНейл і Ліббі» (Libby, Mcneill & Libby — компанія Чикаго що займалась упаковкою м'ясних продуктів) вирішує відкрити фабрику по упаковці фруктів в Саннівейлі. Сьогодні водонапірна башта, пофарбована так же як перша фруктова бляшанка Ліббі, позначає місце де колись знаходилась фабрика.
У 1912 році, в результаті загального голосування жителів, Саннівейл був офіційно затверджений в статусі міста.
У 1923 році була відкрита школа Фрімонт (англ. Fremont High School). До цього моменту на території школи функціонувала військова база, яка діяла також і в час Другої світової війни. Літаки, що прямували на літне поле Моффітт (Moffett field) зупинялися тут для дозаправки. На території школи понині є старі військові будинки, в тому числі ангар в якому зараз проводяться заняття по боротьбі.
У 1930 році Конгрес США вирішив розмістити базу дирижаблів західного берега (англ. West Coast dirigible base) в Саннівейлі. Ця військово-морська авіабаза була пізніше перейменована у федеральний аеродром Моффітт (англ. Moffett Federal Airfield).
У 1939 р, Національний консультативний комітет з аеронавтики (NACA, передвісник NASA) почав дослідження в Лабораторії Амес (англ. Ames Laboratory).
У перебігу Другої світової війни вимоги економіки військового періоду привели до того, що аграрні господарства в окрузі Санта-Клара поступилися місцем високотехнологічної індустрії. У цехах заводу Джошуа Хенді збиралися парові корабельні двигуни, корабельні гармати і ракетні установки. Із зростанням оборонної індустрії почав наростати брак робочої сили в сільськогосподарському секторі, але цей дефіцит незабаром заповнили емігранти з Мексики прибулі до Саннівейлу.
Після війни сади фруктових господарств і поля, де вирощувалася кукурудза, були розчищені для забудови нових будинків і офісів. У 1956 авіаційна компанія Lockheed перенесла свою штаб-квартиру у Саннівейл. У 1969 в Саннівейлі була заснована компанія AMD, що займається мікроелектронікою (зараз AMD є головним конкурентом компанії Intel на ринку виробництва мікропроцесорів).
У 2003 році більшість садівничих господарств, що залишилися, якими володів Олсон (англ. C.J. Olson) були ліквідовані у зв'язку із спорудою торговельного центру. Остання ділянка садівничого господарства в Саннівейлі розташована зараз за парком Лас-Палмас (англ. las Palmas), проте запланована і його ліквідація для використання землі під забудову будинками і магазинами. Але все-таки залишається ще немало садів, які є власністю міста, наприклад сад в районі міського культурного центру (англ. Community Center).

## Географія
Саннівейл розташований за координатами 37°23′9″ пн. ш. 122°1′35″ зх. д. / 37.38583° пн. ш. 122.02639° зх. д. (37.385784, -122.026323). За даними Бюро перепису населення США в 2010 році місто мало площу 58,76 км², з яких 56,95 км² — суходіл та 1,82 км² — водойми.
Межує із затокою Сан-Франциско на півночі, з містом Маунтін-В'ю на заході, з містами Санта-Клара і Сан-Хосе на сході і з містом Купертіно з півдня.
Місто розташоване на висоті 39 м над рівнем моря.

### Клімат
Клімат Саннівейлу середземноморський, з м'якою дощовою зимою і сухим теплим літом. Середня денна температура влітку складає близько 26 °C. Взимку середня денна температура сягає близько 14 °C.
4 травня 1998 року Саннівейл під час сильної грози попав під дію нетипового торнадо категорії F2, який заподіяв значної шкоди, збиток від якої склав близько 4 млн доларів. Торнадо дуже рідко спостерігаються в районі затоки Сан-Франциско, і що особливо дивно, цей торнадо мав антициклонне обертання.
| Клімат : Саннівейл                 | Клімат : Саннівейл | Клімат : Саннівейл | Клімат : Саннівейл | Клімат : Саннівейл | Клімат : Саннівейл | Клімат : Саннівейл | Клімат : Саннівейл | Клімат : Саннівейл | Клімат : Саннівейл | Клімат : Саннівейл | Клімат : Саннівейл | Клімат : Саннівейл | Клімат : Саннівейл |
| Показник                           | Січ.               | Лют.               | Бер.               | Квіт.              | Трав.              | Черв.              | Лип.               | Серп.              | Вер.               | Жовт.              | Лист.              | Груд.              | Рік                |
| Абсолютний максимум, °C            | 23,9               | 28,9               | 29,4               | 34,4               | 37,8               | 41,7               | 40,6               | 38,3               | 40,6               | 37,8               | 31,7               | 23,9               | 41,7               |
| Середній максимум, °C              | 15,0               | 16,8               | 18,7               | 21,1               | 23,5               | 26,0               | 27,1               | 27,1               | 26,7               | 23,5               | 18,2               | 14,8               | 21,6               |
| Середній мінімум, °C               | 5,1                | 6,4                | 7,4                | 8,4                | 10,4               | 12,3               | 13,6               | 13,6               | 12,8               | 10,4               | 7,1                | 5,0                | 9,4                |
| Абсолютний мінімум, °C             | −6,1               | −4,4               | −5,6               | −0,6               | 0,6                | 4,4                | 5,0                | 6,7                | 5,0                | 1,1                | −9,4               | −6,7               | −9,4               |
| Норма опадів, мм                   | 84                 | 90                 | 65                 | 29                 | 13                 | 3                  | 1                  | 1                  | 5                  | 23                 | 52                 | 79                 | 445                |
| ---------------------------------- | ------------------ | ------------------ | ------------------ | ------------------ | ------------------ | ------------------ | ------------------ | ------------------ | ------------------ | ------------------ | ------------------ | ------------------ | ------------------ |
| Джерело: Northwest Climate Toolbox |                    |                    |                    |                    |                    |                    |                    |                    |                    |                    |                    |                    |                    |

## Демографія
Згідно з переписом 2010 року, у місті мешкала 140 081 особа в 53 384 домогосподарствах у складі 35 553 родин. Густота населення становила 2384 особи/км². Було 55791 помешкання (949/км²).
Расовий склад населення:
| - 43,0 % — білих - 40,9 % — азіатів - 2,0 % — чорних або афроамериканців - 0,5 % — вихідців з тихоокеанських островів - 0,5 % — корінних американців - 8,7 % — осіб інших рас |

До двох чи більше рас належало 4,5 %. Частка іспаномовних становила 18,9 % від усіх жителів.
За віковим діапазоном населення розподілялося таким чином: 22,4 % — особи молодші 18 років, 66,4 % — особи у віці 18—64 років, 11,2 % — особи у віці 65 років та старші. Медіана віку мешканця становила 35,6 року. На 100 осіб жіночої статі у місті припадало 101,5 чоловіків;  на 100 жінок у віці від 18 років та старших — 100,9 чоловіків також старших 18 років.
Середній дохід на одне домашнє господарство  становив 132 436 доларів США (медіана — 105 401), а середній дохід на одну сім'ю — 148 530 доларів (медіана — 123 996). Медіана доходів становила 100 862 долари для чоловіків та 69 281 долар для жінок. За межею бідності перебувало 7,5 % осіб, у тому числі 7,4 % дітей у віці до 18 років та 6,9 % осіб у віці 65 років та старших.
Цивільне працевлаштоване населення становило 76 841 осіб. Основні галузі зайнятості: науковці, спеціалісти, менеджери — 27,3 %, виробництво — 20,7 %, освіта, охорона здоров'я та соціальна допомога — 15,2 %.
Південна частина Саннівейла — райони що граничать з містами Купертіно і Лос-Альтос, а також південна частина Фрімонт Авеню (Fremont Avenue), зазвичай вважаються найкращою і найдорожчою (відносно цін на нерухомість) частиною міста.

## Економіка
У Саннівейлі знаходиться ряд високотехнологічних компаній, таких як Juniper Networks, AMD, Network Appliance, Spansion, Yahoo, і Ariba. У місті також розміщуються декілька аерокосмічних/оборонних компаній таких як: Lockheed Martin (найбільший офіс компанії), Honeywell, Northrop Grumman (на території якого розташований музей Hendy Ironworks). Spirent Communications також має офіс в Саннівейлі.
За даними щорічного фінансового звіту міста за 2017 рік, список найбільших роботодавців виглядає наступним чином:
| №  | Компанія                        | Кількість працівників |
| -- | ------------------------------- | --------------------- |
| 1  | Lockheed Martin Space Systems   | 4610                  |
| 2  | Apple                           | 4000                  |
| 3  | Yahoo!                          | 3877                  |
| 4  | Juniper Networks                | 3180                  |
| 5  | Google                          | 3176                  |
| 6  | NetApp                          | 2209                  |
| 7  | A2Z Development Center          | 2021                  |
| 8  | LinkedIn                        | 1840                  |
| 9  | West Valley Engineering         | 1476                  |
| 10 | Northrup Grumman Marine Systems | 1226                  |

## Міський транспорт
Саннівейл обслуговується траспортною компанією VTA, якій належить мережа швидкісного трамвая і автобусних ліній, яка також пов'язана з приміськими поїздами Caltrain, у фінансуванні яких компанія також бере участь. Через місто проходять автомагістралі CA-85, US-101, CA-237 і I-280 і сегмент автодороги CA-82, який повторює маршрут, по якому пролягала історична дорога Ель-Каміно-Реал (ісп. El Camino Real, королівська дорога).
Саннівейлу присвоєний бронзовий рівень в списку Ліги американських велосипедистів. Багато доріг міста обладнано велосипедними доріжками, дорожними сигналами, що активуються велосипедистами. Міський громадський транспорт обладнаний спеціальними пристосуваннями для перевезення велосипедів. Комітет сприяння пішоходам і велосипедистам постійно працює спільно з муніципалітетом в області підтримки і розвитку інфраструктури для велосипедистів.

## Знамениті люди, що мають відношення до міста
- Тері Хетчер — актриса і письменниця, виросла в Саннівейлі;
- Браєн Бойтано — фігурист, учасник олімпійських ігор, виріс в Саннівейлі;
- Ендрю Фаєр — нобелівський лауреат 2006 року з медицини, виріс в Саннівейлі.